# Live at Ludlow Garage: 1970
Live at Ludlow Garage: 1970 è un doppio CD live retrospettivo della Allman Brothers Band, pubblicato dall'etichetta discografica Polydor Records nel maggio del 1990.

## Tracce
CD 1
1. Dreams – 10:15 (Gregg Allman)
2. Statesboro Blues – 8:09 (Will McTell)
3. Trouble No More – 4:13 (McKinley Morganfield)
4. Dimples – 5:00 (James Bracken, John Lee Hooker)
5. Every Hungry Woman – 4:28 (Gregg Allman)
6. I'm Gonna Move to the Outskirts of Town – 9:22 (William Weldon)
7. Hoochie Coochie Man – 5:23 (Willie Dixon)

Durata totale: 46:50
CD 2
1. Mountain Jam (tema da First Theme Is a Mountain) – 44:00 (Donovan Leitch, Gregg Allman, Duane Allman, Dickey Betts, J. J. Johanson, Berry Oakley, Butch Trucks)

Durata totale: 44:00

## Musicisti
- Duane Allman - chitarra solista, chitarra slide
- Gregg Allman - organo, voce solista
- Dickey Betts - chitarra solista
- Berry Oakley - basso
- Butch Trucks - batteria, percussioni
- Jai Johanny Johanson - batteria, percussioni[1]